# 完善保密性
完善保密性（perfect secrecy）是資訊理論安全性的一个特例，为香农提出的信息学观点，具有该性质的密文不应该透露任何明文的信息。在該觀點中達成這項性質的方法，是使用與明文空間相等或更大的密鑰空間。

## 严密定义
在密钥空间{\displaystyle K}内任取一个密钥{\displaystyle k_{i},k_{j}}，加密方式为{\displaystyle E}，{\displaystyle m}为随机明文，{\displaystyle c}为随机密文则概率关系有
{\displaystyle P(E(m,k_{i})=c)=P(E(m,k_{j})=c)}
该处{\displaystyle c,m}为相同文段。
也可定义为：
任意{\displaystyle x\in P,y\in C}，有{\displaystyle P(x)=P(x|y)}。
即通过观察密文无法得到关于明文的任何信息。
或是：
一組在{\displaystyle (K,M,C)}上的密碼系統{\displaystyle (D,E)}滿足
{\displaystyle \forall m_{0},m_{1}\in M(len(m_{0})=len(m_{1}))} 且 {\displaystyle \forall c\in C}
{\displaystyle Pr[E(k_{0},m_{0})=c]=Pr[E(k_{1},m_{1})=c]}
其中 {\displaystyle k_{0},k_{1}} 是由 K 當中以完全均等的機率隨機取樣
(註：{\displaystyle Pr[}某事件{\displaystyle ]} 表示該事件發生的機率，{\displaystyle K,M,C} 各為密鑰、明文及密文空間，{\displaystyle D,E} 為解密與加密函數)

## 性质
由於密鑰空間等於或大於明文空間，所以對同一個密文以窮舉法破解時，將會獲得所有可能的明文，使得無法分辨何者為真正的訊息。因此若沒有密鑰，即使敌手拥有无穷的计算时间和存储空间，密文仍然不可能破解。
具有完善保密性的密钥长度不可短于被加密的密文。此性质造成实际应用的不便。
为了消除这种不便，一般使用两种方法：
- 流加密：使用种子（Seed），即初始密钥，和密钥生成器（Generator）生成和明文一样长的密钥，对明文字符进行对应加密。
- 分组加密：将明文分割为固定长度的段，每一段使用一个密钥加密（密钥长度不定）。

只是這樣的改變會縮小密鑰空間，因而失去完善保密性。